# Lajos Cseterki
Lajos Cseterki (* 29. Oktober 1921 in Nagyborszó, Kreis Sălaj, heute: Rumänien; † 22. April 1983 in Budapest) war ein ungarischer Politiker der Ungarischen Sozialistischen Arbeiterpartei MSZMP (Magyar Szocialista Munkáspárt), der unter anderem zwischen 1963 und 1967 Sekretär des Zentralkomitees (ZK) der MSZMP für Kultur sowie zuletzt von 1967 bis 1978 Sekretär des kollektiven Staatspräsidiums war.

## Leben
Cseterki, Sohn eines Eisenbahnarbeiters, besuchte die Schule in Dej und danach die Lehrerseminare in Aiud sowie Cluj. Im Anschluss wurde er 1942 Lehrer in seinem Geburtsort Nagyborszó, allerdings bereits 1943 während des Zweiten Weltkrieges zum Militärdienst eingezogen. 1944 desertierte er zu Truppen der Roten Armee und besuchte anschließend eine Antifa-Schule, wo er vom Seminarleiter gefördert wurde. Im Juli 1944 trat er der Ungarischen Kommunistischen Partei (MKP) als Mitglied bei. 1947 kehrte nach Ungarn zurück und wurde zuerst Privatsekretär des stellvertretenden Parlamentspräsidenten István Kossa. Im Anschluss wurde er Dozent an der Schule des Gewerkschaftsverbandes SZOT (Szakszervezetek Országos Tanácsa), deren Leiter er bereits 1949 wurde. 1950 wechselte er an die Parteihochschule der Partei der Ungarischen Werktätigen MDP (Magyar Dolgozók Pártja), die Zusammenschlusses der Sozialdemokratischen Partei Ungarns MSZDP (Magyarországi Szociáldemokrata Párt) mit der MKP am 15. Juni 1948 entstanden war.
Daraufhin übernahm Cserteki im Juli 1951 den Posten als Generalsekretär der Lehrergewerkschaft und war im Anschluss von März 1953 bis zum Volksaufstand im Oktober 1956 Sekretär des Gewerkschaftsverbandes SZOT. Im November 1956 wurde er Sekretär im MSZMP-Komitee im Komitat Fejér und war dort bis zum 6. Oktober 1961 tätig. Am 16. November 1958 wurde er auch als Kandidat auf der gemeinsamen Liste der Ungarischen Unabhängigen Volksfront MFN (Magyar Függetlenségi Népfront) und der Patriotischen Volksfront HNF (Hazafias Népfront) zum Abgeordneten in das Ungarische Parlament (Országgyűlés) gewählt, dem er bis zu seinem Tode am 22. April 1983 angehörte. Am 5. Dezember 1959 wurde er auf dem VII. Parteikongress der MSZMP zum Mitglied des Zentralkomitees (ZK) gewählt, dem er bis zu seinem Tode am 22. April 1983 angehörte. Er fungierte zwischen dem 6. Oktober 1961 und dem 27. Dezember 1963 als Erster Sekretär des Parteikomitees im Komitat Borsod-Abaúj-Zemplén. Am 24. November 1962 wurde er auf dem VIII. Parteikongress zum Kandidaten des Politbüros gewählt und bekleidete diesen Posten bis zum IX. Parteikongress der MSZMP am 3. Dezember 1966. Er bekleidete zugleich vom 27. Dezember 1963 bis April 1967 den Posten als ZK-Sekretär für Kultur.
Zuletzt wurde Cseterki im April 1967 Nachfolger von Károly Kiss als Sekretär des kollektiven Staatspräsidiums (Népköztársaság Elnöki Tanácsa) und übte dieses Amt bis zu seiner Ablösung durch Imre Katona im April 1978 aus. 1977 wurde er Ehrenbürger von Miskolc. Nach seinem Tode wurde er auf dem Kerepesi temető im VIII. Budapester Bezirk bestattet.